# Lower East Side Tenement Museum

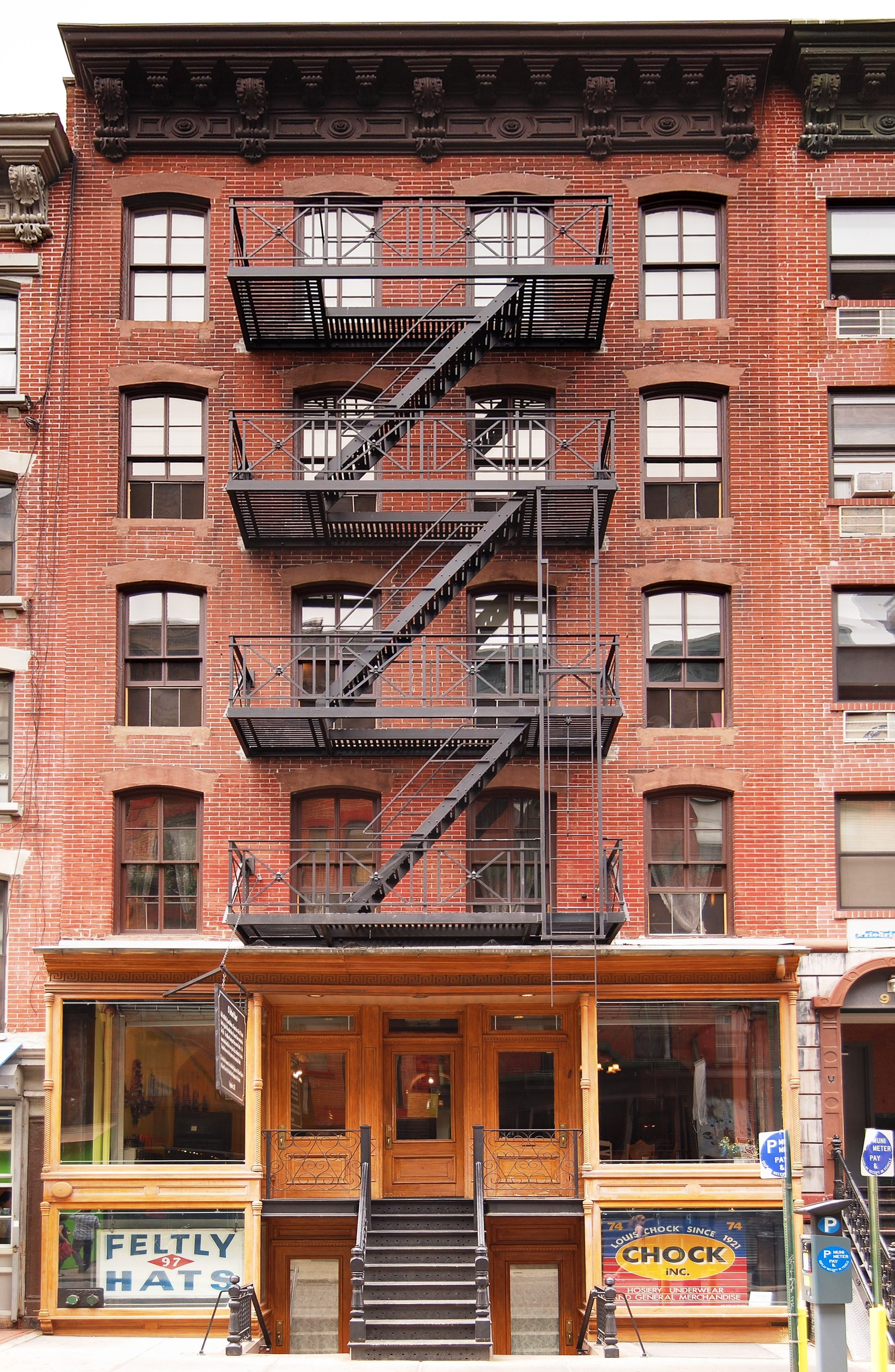
97 Orchard Street

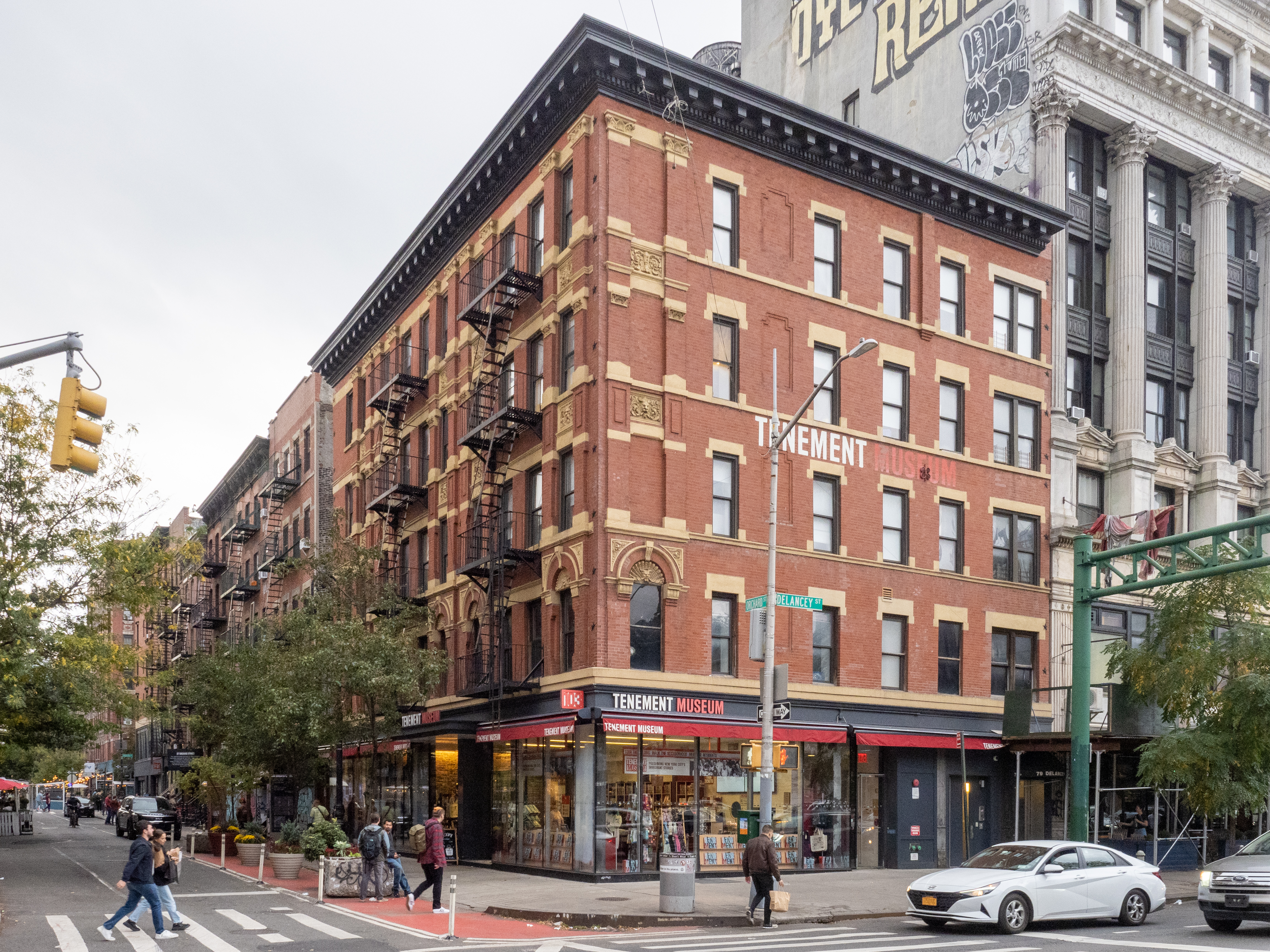
The Tenement Museum im Oktober 2021

Das Lower East Side Tenement Museum ist ein historisches Museum in Manhattan in New York City, Vereinigte Staaten. Es behandelt die Geschichte der Immigration in die Vereinigten Staaten im 19. und 20. Jahrhundert.
Das Museum befindet sich in der 97 Orchard Street im Stadtteil Lower East Side in Lower Manhattan. Ein Besucher- und Bildungszentrum und der Museumsshop befinden sich nebenan in der 103 Orchard Street. Seit dem 12. November 1998 gehört das Gebäude zu den National Historic Sites der Vereinigten Staaten von Amerika. Im Laufe der Jahre zwischen 1863 und 1935 beherbergte die damalige Mietskaserne schätzungsweise 7000 Menschen aus über 20 Nationen.

## Wohnbedingungen in der Orchard Street 97
Das Tenement Building at 97 Orchard Street gilt als repräsentatives Beispiel für die Wohn- und Lebensbedingungen der Einwanderer in New York des 19. Jahrhunderts. Das fünfstöckige Backsteinhaus wurde 1863 im Auftrag des in Preußen geborenen Immigranten Lukas Glockner erbaut. Ursprünglich bestand es aus 20 Wohnungen – jeweils vier in jedem Stockwerk – sowie zwei Souterrain-Geschäften und einem Keller, der nur von einem der beiden Souterrain-Geschäfte aus zugänglich war. Jede Wohnung war etwa 30 m² groß und bestand aus drei Räumen: einem Wohnzimmer, einer Küche und einem Schlafzimmer. Im Laufe der folgenden Jahrzehnte wurde das Mietshaus mehrmals umgebaut, um den sich entwickelnden Gebäuderichtlinien (Tenement House Acts) der Stadt zu entsprechen, außerdem wurden die vier Hochparterre-Wohnungen ebenfalls in Verkaufsflächen umgewandelt, sodass das Gebäude nur noch 16 Wohnungen hatte.
Mietshäuser wie dieses waren die typischen Wohnstätten für die meisten Bewohner in New York. Die Bauweise war die ökonomische Antwort auf die schnell steigenden Grundstückspreise und die wachsende Bevölkerungszahl: „Die Häuser wurden rentabel, indem die größtmögliche Zahl von Menschen auf geringst möglichem Platz zusammengedrängt wurde“. Auf dem Höhepunkt der Einwanderungswelle um 1900 lebten gleichzeitig über 100 Menschen in der 97 Orchard Street.

### Feuertreppe
Anfangs hatte das Gebäude auf der Vorder- und Rückseite eiserne Feuertreppen. Anstelle von Treppen wurden dann 1862 vertikale Leitern angebracht, welche schließlich wieder verboten wurden. Allerdings konnten bestehende Leitern bleiben. Die ursprüngliche Feuerleiter des Gebäudes wurde erst Ende der 1870er oder in den frühen 1880er Jahren entfernt.

### Wasser und Toiletten
In den 1860er Jahren nutzten die meisten Einwohner von New York City das über das Croton-Aquädukt gelieferte Wasser aus dem Bundesstaat New York. Die frühen Mieter der 97 Orchard Street erhielten Frischwasser aus einem Zapfhahn, der sich im Hinterhof befand. Den Zugang zu Wasser in ihren eigenen Wohnungen hatten die Familien erst, als dort um 1895 Leitungswasser installiert wurde, bei dem es sich jedoch nur um kaltes Wasser handelte. Eine Dusche oder Badewanne gab es in keiner der Wohnungen.
Zur Fertigstellung des Gebäudes befanden sich drei bis sechs Außentoiletten im Hinterhof, wie es im 19. Jahrhundert üblich war. Dennoch waren die Außenanlagen des Gebäudes für die damalige Zeit recht fortschrittlich: Sie waren mit einem gemeinsamen Abwassersammelbecken verbunden, von dem aus die Abwässer in eine öffentliche Abwasserleitung geleitet wurden. Bis 1901 gab es in New York keine Toiletten innerhalb von Gebäuden. Erst vier Jahre später im Jahr 1905 wurden in der 97 Orchard Street zwei Toiletten pro Stockwerk im Innenbereich installiert. Damit stand für je etwa 20 Menschen eine Toilette zur Verfügung.

### Heizung, Licht und Belüftung
Die Wohnungen hatten ursprünglich Kamine in den Küchen und Wohnzimmern, welche in den späten 1880er Jahren in den Wohnzimmern versiegelt wurden. Da viele der Kamine sofort nach der Errichtung des Gebäudes versiegelt wurden, hatte der Architekt sie vermutlich als dekoratives Element geplant. Jede Familie hatte in ihrer Küche einen Kohleherd, der zum Kochen sowie zum Erwärmen von Bügeleisen und von Wasser benutzt wurde. Er gab ausreichend Hitze ab, sodass der Kamin eine unnötige Quelle von Zugluft in den Wintermonaten war. Nachdem um 1905 Gasleitungen installiert wurden, konnten Bewohner einzelne, gasbetriebene Warmwasserbereiter kaufen. Damit konnten sie begrenzte Mengen des Wassers zum Baden oder zum Waschen der Kleidung erwärmen. Allerdings war noch immer ein Kohlenherd die wichtigste Wärmequelle für die Bewohner. Als die 97 Orchard Street in den 1930er Jahren als Wohnsitz geschlossen wurde, hatten nur wenige Mietshäuser eine zentrale Gasheizung.
In den 1860er Jahren gab es weder Gaslicht noch Elektrizität. Stattdessen benutzte man Kerosin- oder Öllampen, um die Räume und Gänge zu beleuchten. Fenster gab es in der 97 Orchard Street nur in den Wohnzimmern; die Hausflure und das Treppenhaus sowie 40 der 60 Räume der 97 Orchard Street hatten keine Fenster, damit keine Möglichkeit, die Räume einzeln zu lüften, und kein Tageslicht.  Zwischen 1896 und 1905 erhielt das Gebäude Gaslicht. Für die Bezahlung gab es münzbetriebene Gaszähler in der Küche. Elektrisches Licht wurde erst nach 1918 installiert.

## Vom Mietshaus zum Museum

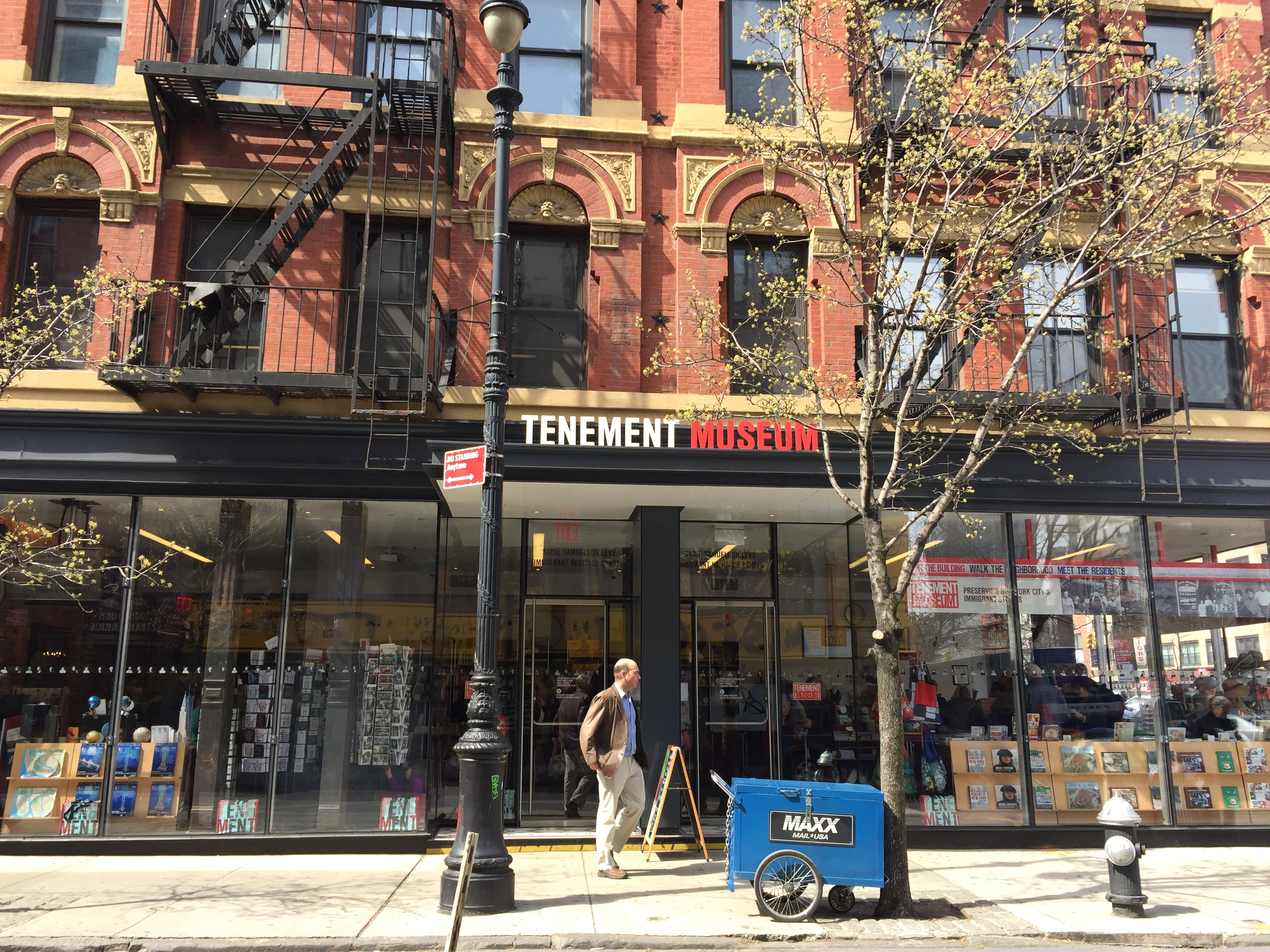
Museums-Shop und Besucherzentrum in der 103 Orchard Street

Anstatt weiterhin das Gebäude zu modernisieren, kündigte der Vermieter im Jahr 1935 den Bewohnern und versiegelte die oberen Etagen, sodass nur noch die Hochparterren und Kellerräume für die Geschäfte offen waren. Bis das Lower East Side Tenement Museum Ende der 1980er Jahre das Bauvorhaben umsetzte, wurden keine weiteren Veränderungen vorgenommen. Damit blieb das Gebäude eine Art Zeitkapsel, die die Lebensbedingungen und die sich verändernden Vorstellungen von einem akzeptablen Wohnraum des 19. und frühen 20. Jahrhunderts widerspiegelt. Das Mietshaus wurde 1988 von Ruth J. Abram und Anita Jacobson gekauft. Sie gründeten das Tenement Museum, das 1992 nach der ersten vollständigen Restaurierung einer Wohnung eröffnete. Mit Stand 2017 waren sechs Wohnungen aus unterschiedlichen Zeiten vollständig renoviert.
Die Ausstellungen und Programme des Museums umfassen restaurierte Wohnungen und Geschäfte, die täglich für Führungen geöffnet sind. Sie stellen das Leben der Immigranten dar, die in der 97 Orchard Street zwischen 1869 und 1935 lebten: die Familien irischer und italienischer Katholiken und europäischer Juden. Das Museum bietet auch einen Dokumentarfilm und kostümierte Führungen zur Darstellung der ehemaligen Bewohner des Gebäudes, Informationen über das für ihre Kulturen typische Essen und Wissenswertes über die Gegend. Die Museumsführungen stellen das Leben der Einwanderer in den weiteren Kontext der Geschichte der Vereinigten Staaten. Darüber hinaus gibt es eine umfangreiche Sammlung historischer Literatur, Archivmaterialien und eine Vielzahl von Bildungsprogrammen zur Geschichte der amerikanischen Immigration.

## Auszeichnungen
Im Mai 1992 wurde das Bauwerk in das National Register of Historic Places eingetragen.  Am 19. April 1994 erhielt es den Status eines National Historic Landmark zuerkannt. Am 12. November 1998 wurde der Einrichtung der Status der National Historic Site verliehen. 2014 wurde der Status National Historic Site auch auf das Gebäude in der 103 Orchard Street ausgedehnt. Das Museum ist dem System des National Park Service angeschlossen.
Im Jahr 2000 erhielt es eine Spende der Regierungsinitiative Save America's Treasures in Höhe von 250.000 US-Dollar. 2001 wurde das Museum mit der Silbermedaille des Rudy-Bruner-Preises für Stadtentwicklung ausgezeichnet.
Im Jahr 2005 gehörte das Museum zu den 406 New Yorker Einrichtungen im künstlerischen und im sozialen Bereich, die einen Teil des 20-Millionen-Dollar Zuschusses der Carnegie Corporation erhielten, was durch eine Spende des New Yorker Bürgermeisters Michael Bloomberg ermöglicht wurde.